# أشلين هاريس
أشلين ميشيل هاريس (من مواليد 19 أكتوبر 1985) هي لاعبة كرة قدم أمريكية في أورلاندو برايد من الرابطة الوطنية لكرة القدم النسائية (NWSL)، وهو أعلى قسم لكرة القدم النسائية المحترفة في الولايات المتحدة، وفريق كرة القدم الوطني للسيدات في الولايات المتحدة. ظهرت لأول مرة مع المنتخب الوطني الأول في 11 مارس 2013 وكانت عضوًا في الفريق الفائز بالبطولة في كأس العالم للسيدات فيفا 2015 في كندا وفي كأس العالم للسيدات فيفا 2019 في فرنسا.

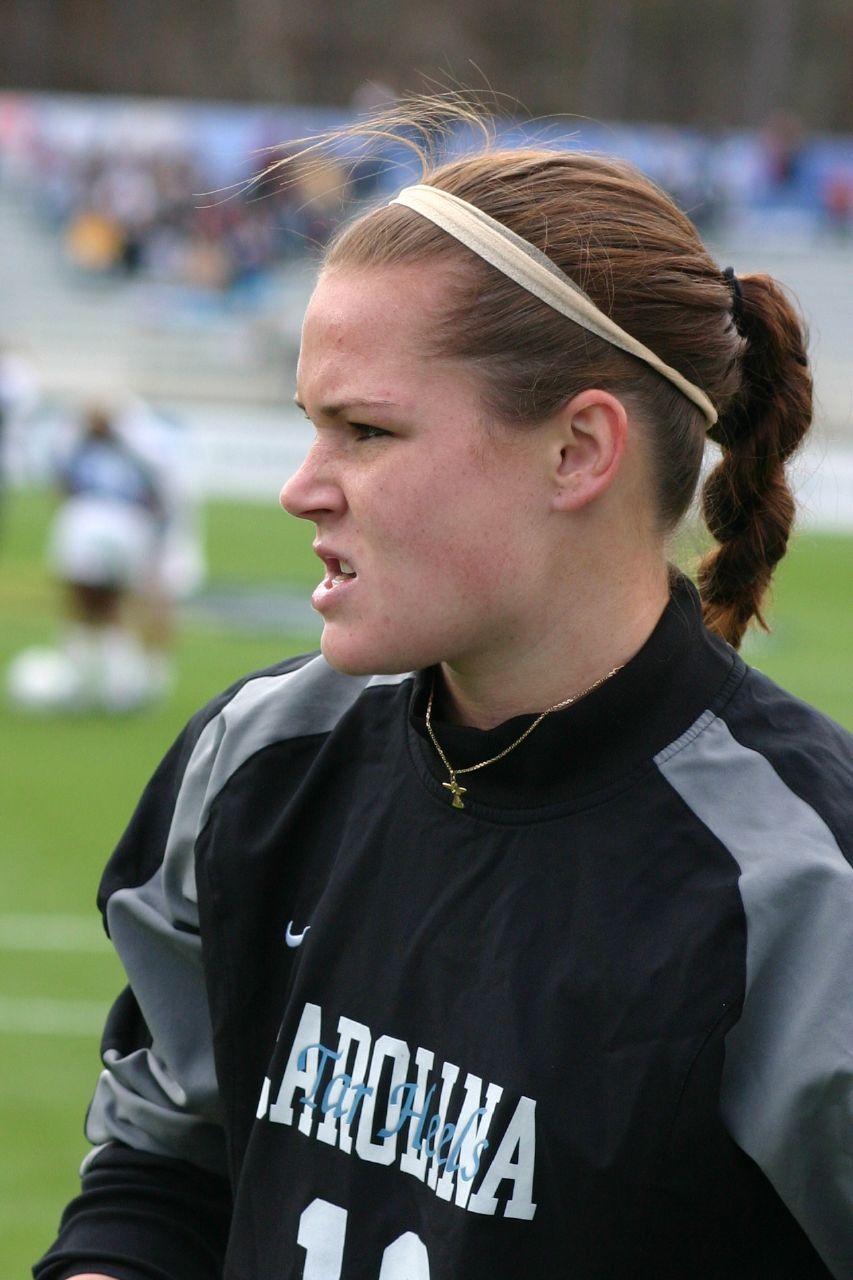
خلال نهائي NCAA ضد نوتردام في 3 ديسمبر 2006.

لعبت هاريس كرة القدم الجامعية في جامعة نورث كارولينا تار هايلز لكرة القدم النسائية وساعدت الفريق على الفوز بثلاث بطولات NCAA للسيدات لكرة القدم للسيدات. من الناحية المهنية، لعب هاريس مع فريق سانت لويس أثليتيكا وحرية واشنطن وغرب نيويورك فلاش لكرة القدم المحترفة للسيدات بالإضافة إلى دويسبورغ للسيدات في ألمانيا والفريق السويدي. لعبت في أورلاندو برايد منذ عام 2016.

## الحياة والخبرات
ولدت تامي ومايك هاريس في كوكوا بيتش، فلوريدا، نشأت آشلين مع شقيقها الأكبر كريس.  كبرت، وأحتزت بأخيها وكثيراً ما انضمت إليه وأصدقائه في التزلج على الألواح وركوب الأمواج. حتى سن الرابعة عشرة، كانت تلعب كرة القدم مع فرق الأولاد. لعبت لأول مرة مع بالم باي رينجرز وساوث بريفارد يونايتد قبل أن تلعب لفريق سيمينول آيس للفتيات. في عام 2003، فازت هاريس ببطولة الولاية مع U-17 القوة الهندية.  
التحقت هاريس بمدرسة ساتلايت الثانوية في ساتالايت بيتش، حيث لعبت كرة القدم تحت إشراف المدرب فيتزجيرالد هيج. ساعد هاريس الفريق في الفوز بألقاب بطولة الولاية كطالب في السنة الثانية في عامي 2002 و 2003. بعد موسمها الأول، تم اختيار هاريس المجندة رقم واحد في البلاد من قبل كرة القدم الأمريكية. ثم حصلت على لقب لاعبة عام 2004 في جاتوريد  و2004 لاعبة العام في NSCAA. 